# Exogone insignis
Exogone insignis är en ringmaskart som först beskrevs av Langerhans 1879.  Exogone insignis ingår i släktet Exogone och familjen Syllidae. Inga underarter finns listade i Catalogue of Life.